# Ямин Исраэль
«Ямин Исраэль» (рус. «Правый Израиль», ивр. ימין ישראל‎, англ. Right Israel) — небольшая израильская правая партия.

## История
Партия была создана 24 июля 1995 года депутатом Кнессета Шаулем Гутманом, отделившимся от партии «Моледет» во фракцию с одним парламентарием. На выборах в Кнессет 1996 года партия не прошла электоральный барьер в 1,5 % голосов - за неё проголосовали 2844 человека.
На выборах 2003 года «Ямин Исраэль» также постигла неудача, хотя она объединилась с движением «Херут» Михаэля Кляйнера. Совместный список набрал лишь 1,1 % голосов — 36 202 (не хватило 8000 голосов для прохождения электорального барьера).
Такая же ситуация сложилась и на выборах 2006 года, когда партия объединилась с партией «Хазит Йехудит Леумит» Баруха Марзеля. Список набрал 28 824 голоса (0,79 %), оставшись за пределами Кнессета. В 2007 году руководители «Ямин Исраэль» Элеонора Шифрин и Пол Эйдельберг объявили о прекращении союза с «Хазит Йехудит Леумит» из-за идеологических противоречий. В выборах 2009 года партия не участвовала.

## Программа партии
1. Сохранение целостности Израиля в границах, указанных в Торе и зафиксированных международными правовыми актами, такими, как решение Лиги Наций от 1922 года о создании Палестины как еврейского национального очага. Для проведения в жизнь этого решения Великобритания получила мандат Лиги наций.
2. Сохранение еврейского характера государства. Израиль с момента своего образования является национальным домом евреев. Еврейский характер обеспечивается наличием в стране титульной нации — еврейского народа — в количестве не менее 80 % от всего населения. Деятельность партии в вопросах национальной политики базируется на Законе о возвращении.
3. Социально-экономические задачи. В современных условиях сионизм способен не только выжить, но и обрести силу только в сочетании идеологии и экономики. Согласно программе, партия выступает за возвращение традиционных ценностей сионизма, ибо ещё 100 лет назад евреи стремились в Палестину за тем, чтобы с помощью своего труда на родной земле строить новую жизнь.